# 中朝联军游击支队
中朝联军游击支队，是1951年中国人民志愿军与朝鲜人民军联合组建的一个团级部队。

## 历史
1951年3月志愿军副司令员韩先楚致电彭德怀，建议派小部队到敌后，开展游击战争。1951年4月4日，周恩来将此电报呈毛泽东，提出：“我也认为在目前朝鲜战争情况下，似可考虑派一两个中朝联合支队（每支队等于两千人以下的团）深入南朝鲜分散进行游击战”。“这种活动条件在南朝鲜是有的，而李奇微也不致因此就将大军南撤。”
1951年5月底，中朝联合司令部发出指示，决定组建中朝联合游击支队，深入南朝鲜建立敌后游击根据地，袭击敌基地、仓库，切断敌后方交通，收集情报，配合第六次战役的行动。1951年6月中旬正式组成，辖6个中队，约2050人。直属中朝联军司令部领导。1951年6月底，朝鲜党中央敌后游击指导处处长裴哲少将来商决定派遣部分朝鲜干部战士编入支队。1951年7月中旬，130多朝鲜干部战士编入游击支队，他们基本都通汉语。
- 支队长刘振华（第40军第118师副师长）
- 政委丁树民上校（第二次国共内战时期是辽宁军区李红光支队干部）
- 副支队长兼参谋长茹夫一（第42军第125师副师长），1952年3月上旬继任支队长。
- 副政委孙良浩（1914-1994，江苏灌云人，入朝时为第26军第88师政治部主任，1951年2月28日任第26军第77师政治部主任）：住院治疗腰椎风湿。[4]
- 副支队长赵宝善上校（东北抗联出身）
- 副支队长李相模
- 副政委朴方烈
- 机关设参谋组、政治组、后勤组
- 一中队：第三兵团组建
- 二中队：第九兵团组建
- 三中队：原第十三兵团各军组建
- 四中队：第十九兵团组建
- 五支队：朝方敌后突围人员
- 六支队：朝方敌后突围人员
- 支队直属警通排，约50人

1951年7月游击支队组建后，一边做敌后作战的适应训练，一边在伊川附近空寺洞的志司驻地的警戒和保卫工作，捕捉空投特务。由于停战谈判开始后，朝鲜战场的政治形势和军事形势都发生了重大变化，志愿军总部提出了“持久作战，积极防御”的战略方针，并确定在两三个月内不进行大的反击战役，原定于1951年8月发动的第六次战役只是加紧准备而暂不发动。游击支队没有进入韩国开展游击战。1951年10月移驻瓮津半岛信川郡（李承晚家乡），打击从白翎岛、椒岛海上潜入的敌军。1951年12月上旬，中朝联军游击支队的第一中队与第三中队进入翁津半岛最高峰九月山（海拔954m），消灭了长期盘踞在此的敌方武装和小股武装特务一百余人；第二中队与第四中队担负扼守海岸线，抗击和歼灭登陆之敌的任务。
1952年3月，随着战争形势的发展变化，已决定不再发动第六次战役，中朝联军游击支队去韩国开展游击战争的任务也随之解除了。游击支队担负西海岸守备任务。1952年9月，游击支队撤销，其中志愿军的4个中队改编为志愿军总部独立团。